# Zoltán Cziffra
Zoltán Cziffra (ur. 10 listopada 1942 w mieście Keszthely) – węgierski lekkoatleta specjalizujący się w trójskoku, uczestnik letnich igrzysk olimpijskich w Meksyku 1968). Największy sukces w karierze odniósł w 1969 r. w Atenach, zdobywając tytuł wicemistrza Europy.

## Sukcesy sportowe
- trzykrotny mistrz Węgier w trójskoku – 1969, 1974, 1975[1]
- dwukrotny halowy mistrz Węgier w skoku w dal – 1975, 1977[2]

| Rok  | Miasto  | Zawody                      | Konkurencja | Wynik         |
| ---- | ------- | --------------------------- | ----------- | ------------- |
| 1969 | Ateny   | mistrzostwa Europy          | trójskok    | srebrny medal |
| 1969 | Belgrad | europejskie igrzyska halowe | trójskok    | srebrny medal |
| 1970 | Wiedeń  | halowe mistrzostwa Europy   | trójskok    | 5. miejsce    |
| 1971 | Sofia   | halowe mistrzostwa Europy   | trójskok    | 6. miejsce    |

## Rekordy życiowe
- trójskok – 16,68 – Budapeszt 29/08/1969
- trójskok (hala) – 16,46 – Belgrad 09/03/1969